# Foire du Valais
La Foire du Valais est une foire-exposition annuelle de Suisse organisée depuis 1959, qui se déroule sur dix jours, du vendredi au dimanche de la semaine suivante.

## Histoire
Elle est créée en 1959 par Jean Actis, Jean Crettex, Jean Bollin, Georges Pillet, Pierre Crettex, Emile Felley, Jacob Kunz, Edmond Sauthier et Eugène Moret, qui, d'après Pascal Thurre, se désolaient du déclin du carnaval de Martigny. Initialement appelée « Comptoir de Martigny », la Foire commence à la fin du mois de septembre ou au début du mois d'octobre. Avec 206 000 visiteurs en 2009, près de 208 000 en 2013, c'est une des plus grandes foires de Suisse romande, avec plus de 400 exposants et une surface de 40 000 m2. Avec 221 700 visiteurs en 2015 elle est devenue la foire la plus fréquentée de Suisse romande, devançant pour la première fois le Comptoir Suisse qui se tient à Lausanne connaissant une nette baisse de fréquentation (330 000 visiteurs en 2004). La Foire du Valais se démarque des autres foires par son ambiance très festive et ses nombreuses manifestations (concerts, spectacles, expositions)[réf. nécessaire]. En effet, chaque année un thème nouveau permet aux visiteurs d'en apprendre davantage sur une civilisation, une ville ou un pays.
Parmi les points forts de cette manifestation figurent les combats de reines (vaches de race d'Hérens) qui se déroulent dans l'amphithéâtre romain de Martigny.
En 2024, la Foire du Valais a lancé le tout premier Championnat suisse de la Coupe Mulet, une coupe de cheveux caractérisée par une nuque longue et une coupe courte sur le devant. La Swiss Mullet Cup a ainsi accueilli 150 participants et a fait salle comble, dans une ambiance conviviale et survoltée.

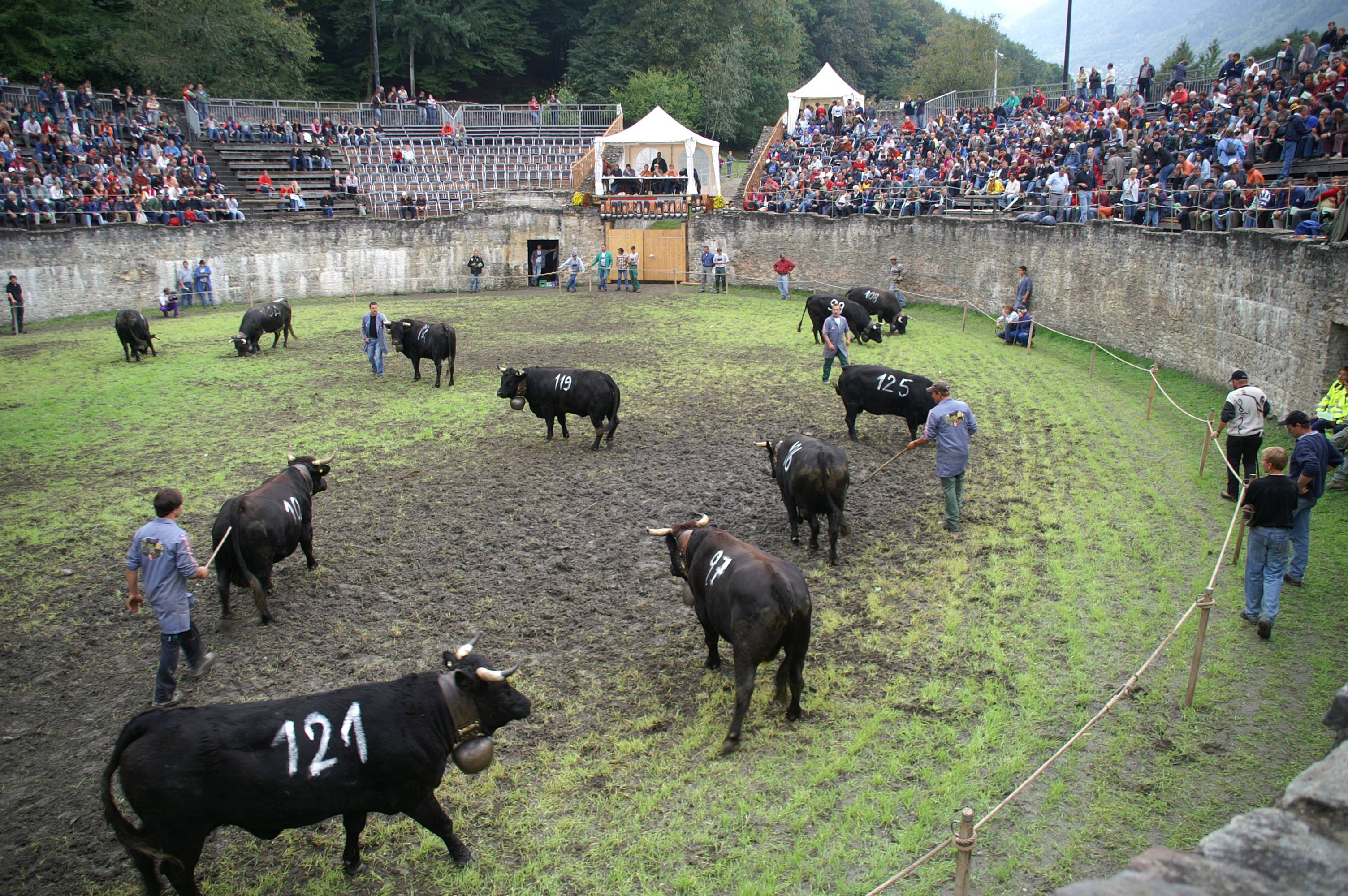
Combat de reines à la Foire du Valais à Martigny en 2006.

| Année | Participants | Thème                                 |
| ----- | ------------ | ------------------------------------- |
| 2009  | 206 000      | Armée suisse pour le 50e anniversaire |
| 2013  | 208 000      | Civilisation Incas                    |
| 2014  | 220 145      | New York "BIG"                        |
| 2015  | 221 700      | Live (Musique Rock)                   |
| 2016  | 224 128      | Japon                                 |
| 2017  | 224 600      | Cuba                                  |
| 2018  | 226 169      | It's tea time                         |
| 2019  | 233 779      | Space Oddity                          |
| 2020  |              | Edition limitée                       |
| 2021  | 169 177      | Juste se revoir                       |
| 2022  | 229 969      | Ca roule                              |
| 2023  | 248 000      | Tous à l'eau                          |
| 2024  | 245 112      | Ca joue ?                             |